# Novodinia
Novodinia is een geslacht van zeesterren uit de familie Brisingidae.

## Wetenschappelijke naamgeving
De wetenschappelijke naam van het geslacht werd in 1885 door Edmond Perrier gepubliceerd als Odinia. Die naam was echter al in gebruik als Odinia Robineau-Desvoidy, 1830 voor een geslacht van tweevleugeligen (Diptera). In 1969 werd daarom, op aangeven van David McAlpine van The Australian Museum, een nomen novum gepubliceerd door Alan J. Dartnall, David L. Pawson, Elizabeth C. Pope en Brian J. Smith. Zij pasten de naam aan tot Novodinia.
Toen Perrier het geslacht Odinia voorstelde, nam hij er de soorten Odinia semicoronata, O. robusta en O. elegans in op, zonder een type aan te wijzen. In 1917 wees Walter Kenrick Fisher Odinia semicoronata aan als typesoort. De naam Odinia elegans was oorspronkelijk gepubliceerd als Brisinga elegans Perrier, 1885, en was daarmee een later homoniem van Brisinga elegans Verrill, 1884 (nu Freyella elegans). In 1986 publiceerde Maureen Downey daarom het nomen novum Odinia homonyma als vervanging voor de ongeldige naam. In dezelfde revisie reduceerde Downey de naam Brisinga robusta tot een synoniem van Novodinia semicoronata.

## Soorten
- Novodinia americana (Verrill, 1880)
- Novodinia antillensis (A.H. Clark, 1934)
- Novodinia austini (Koehler, 1909)
- Novodinia australis (H.L. Clark, 1916)
- Novodinia clarki (Koehler, 1909)
- Novodinia homonyma Downey, 1986
  - = Brisinga elegans Perrier, 1885 non Verrill, 1884
- Novodinia magister (Fisher, 1917)
- Novodinia novaezelandiae (H.E.S. Clark, 1962)
- Novodinia pacifica (Fisher, 1906)
- Novodinia pandina (Sladen, 1889)
- Novodinia penichra (Fisher, 1916)
- Novodinia radiata Aziz & Jangoux, 1985
- Novodinia semicoronata (Perrier, 1885)
  - = Brisinga robusta Perrier, 1885